# Luis Tio
Luis 'Papa' Tio (Mexico, 1862 – New Orleans, 1927) was een Amerikaanse jazzklarinettist en -componist van de dixielandjazz.

## Biografie
Hij was de broer van klarinettist Lorenzo Tio sr. en de oom van Lorenzo Tio jr. Volgens de traditionele traditie studeerde hij klarinet zoals zijn broer aan het conservatorium in Mexico-Stad en kwam hij in 1885 naar New Orleans voor de Cotton Exposition. De ouders kwamen oorspronkelijk uit Louisiana. Net als zijn broer speelde hij in de Excelsior Brass Band in New Orleans en in het Lyre Club Symphony Orchestra. In 1887 toerde hij door de Verenigde Staten met de Georgia Minstrels. Hij speelde in dansbands van Armand J. Piron en John Robichaux en met Manuel Manetta, Peter Bocage en Henry Peyton.
Luis Tio speelde voornamelijk opgenomen muziek en richtte zich pas rond 1910 op jazz.
Luis Tio stond ook bekend als klarinetleraar in de vroege jazz (of ragtime) van New Orleans. Hij gaf ook les aan zijn broer Lorenzo.

## Overlijden
Luis Tio overleed in 1927 op 65-jarige leeftijd.